# 낭인가
《낭인가》(일본어: 浪人街)는 1990년 일본의 시대극 영화이다. 야마가미 이타로 각본, 마키노 마사히로 연출의 1928년 영화 《낭인가 제1화 아름다운 사냥감》(浪人街 第一話 美しき獲物)의 리메이크 작품으로, 네 번째 리메이크이다. 본래는 마키노 마사히로가 직접 연출할 예정이었으나 건강상의 이유로 구로키 가즈오 감독이 발탁되었다. 하라다 요시오, 히구치 가나코, 이시바시 렌지, 스기타 카오루 등이 출연했다.

## 출연진
- 하라다 요시오 - 아라마키 겐나이
- 히구치 가나코 - 오신
- 이시바시 렌지 - 호로 곤베에
- 스기타 카오루 - 오분
- 이사야마 히로코 - 오하
- 에자와 모에코 - 오토쿠
- 가가와 유키에 - 오쓰야
- 나카무라 다쓰 - 오나카
- 구레나이 만코 - 오센
- 후지사키 다쿠야 - 사키치
- 아오키 다쿠지 - 겐조
- 도바야마 분메이 - 오바타 덴다유
- 쓰무라 다카시 - 도신 가시와기
- 아마모토 히데요 - 비와호시
- 미즈시마 미치타로 - 다베에
- 나카오 아키라 - 오바타 시치로에몬
- 사토 게이 - 이세야
- 나가토 히로유키 - 구라타 헤이시치로
- 다나카 구니에 - 도이 마고자에몬
- 가쓰 신타로 - 아카우시 야고에몬